# Єттенбах
Єттенбах (нім. Jettenbach) — громада в Німеччині, розташована в землі Баварія. Підпорядковується адміністративному округу Верхня Баварія. Входить до складу району Мюльдорф. Складова частина об'єднання громад Крайбург-ам-Інн.
Площа — 9,18 км2. Населення становить 722 ос. (станом на 31 грудня 2020).